# Sorosichthys
Sorosichthys is een geslacht van straalvinnige vissen uit de familie van zaagbuikvissen (Trachichthyidae).